# Pain (videogioco)
Pain è un videogioco del 2007 per PlayStation 3, sviluppato dalla Idol Minds. Il gioco è stato originariamente reso disponibile per il download tramite PlayStation Store a partire dal 29 novembre 2007 negli Stati Uniti e dal 20 marzo 2008 in Europa, diventando il gioco più popolare nello Store. Nel giugno 2009 la SCEE ha annunciato che il videogioco verrà pubblicato anche su Blu Ray in Europa il 24 giugno 2009, in Australia il 25 giugno 2009 e nel Regno Unito il 26 giugno 2009. La versione Blu Ray include il gioco originale, unitamente a materiale che originariamente era stato reso disponibile come bonus download nello Store.
Il tema musicale di Pain è stato realizzato da Chuck Carr, e reso disponibile sul PlayStation Store.

## Modalità di gioco
Pain è un videogioco in cui il giocatore dovrà tentare di infliggere quanto più danno possibile al personaggio da lui controllato. All'inizio di ogni livello il giocatore spingerà il proprio personaggio su una gigantesca fionda che scaraventerà il personaggio in un ambiente metropolitano, facendolo scontrare violentemente con i vari elementi che incontrerà sul suo percorso. Più danni subisce il personaggio, più punti ottiene il giocatore. I replay delle varie partite possono essere visionati o aggiunti su un canale YouTube ufficiale del videogioco.

### Personaggi
I personaggi selezionabili nel gioco sono:
- Jarvis
- Ed "T-Bone" Haulstein
- Buzz
- Cookie
- Santa
- Scurv Dogg
- Hung Lo
- Muffy
- Ginger
- Nigel
- Kenneth
- Yeony
- Tati
- Ao No Kutsu
- Brock Lee
- El Chile Grande
- Ded Baron
- Kato-San
- Daxter
- Fannie
- Le Toot
- Ivan Tojakov
- Fat Princess
- Mae Ryder
- Red Jimmy
- Fluffer The Cat
- Hilde Gunnagrope
- Jolly
- Sergeant Jay
- Smooth Jarvis
- Elvira
- Flavor Flav
- George Takei
- Andy Dick
- David Hasselhoff